# Liste de peintures de Gustave Caillebotte
Cette page fournit une liste de peintures de Gustave Caillebotte (1848-1894).

## Début de carrière
| Image | Thème          | Titre                                                  | Date      | Technique       | Dimensions     | Lieu de Conservation                                  | Référence                                    |
| ----- | -------------- | ------------------------------------------------------ | --------- | --------------- | -------------- | ----------------------------------------------------- | -------------------------------------------- |
|       | Scène de genre | Rives d'un canal près de Naples                        | 1872 vers | huile sur toile | 40 × 60 cm     | Galerie nationale d'Irlande                           | Musée consulté le 13 Juin 2022               |
|       | Scène de genre | Militaires dans un bois, Yerres                        | 1873      | huile sur toile | 40 × 30 cm     | Collection privée                                     | Catalogue Berthaut                           |
|       | Scène de genre | Femme à sa toilette                                    | 1873      |                 |                | Collection privée                                     |                                              |
|       | Nu             | Femme nue étendue sur un divan                         | 1873      | pastel          | 87 × 113 cm    | Collection privée                                     |                                              |
|       | Nature morte   | Nature morte : pichet, pommes et raisin                | 1873-1874 | huile sur toile | 64,50 × 81 cm  | Musée du Vieux-Château, Laval                         | Notice POP                                   |
|       | Paysage        | Le Parc de la propriété d'Yerres                       | 1875      | huile sur toile | 65 × 92 cm     | Collection privée, Vente 2005                         | Catalogue Christie's                         |
|       | Paysage        | L'Yerres, effet de pluie                               | 1875      |                 | 80,3 × 59,1 cm | Musée d'art de l'université de l'Indiana, Bloomington | Musée consulté le 2019-01-17                 |
|       | Paysage        | Yerres. De l’Exèdre, le porche de la demeure familiale | 1875 vers |                 | 40 × 27 cm     | Collection privée, Vente 2013                         | Catalogue Sotheby's consulté le 10 Juin 2022 |
|       | Scène de genre | Les Raboteurs de parquet                               | 1875      | huile sur toile | 102 × 147 cm   | Musée d'Orsay, Paris                                  | Musée consulté le 6 juin 2022                |

## Liaison aux impressionnistes
| Image | Thème          | Titre                                               | Date      | Technique         | Dimensions         | Lieu de Conservation                                                | Référence                                       |
| ----- | -------------- | --------------------------------------------------- | --------- | ----------------- | ------------------ | ------------------------------------------------------------------- | ----------------------------------------------- |
|       | Scène de genre | Les Jardiniers                                      | 1876 vers |                   | 90 × 117 cm        | Collection privée                                                   | Paris du naturalisme                            |
|       | Scène de genre | Le Déjeuner                                         | 1876      | huile sur toile   | 52 × 75 cm         | Collection privée                                                   | Magazine Barnebys consulté le 11 juin 2022      |
|       | Portrait       | Jeune homme à la fenêtre                            | 1876      | huile sur toile   | 116 × 81 cm        | Getty Center, Los Angeles                                           | Musée                                           |
|       | Portrait       | Jeune homme au piano (Martial Caillebotte)          | 1876      | huile sur toile   | 81 × 117 cm        | Musée Artizon, Tokyo                                                | Musée consulté le 11 juin 2022                  |
|       | Paysage        | Portraits à la campagne                             | 1876      | huile sur toile   | 95 × 111 cm        | Musée d'Art et d'Histoire Baron-Gérard, Bayeux                      | Musée consulté le 2019-01-17                    |
|       | Paysage        | Étude pour Le Pont de l'Europe                      | 1876      | huile sur toile   |                    | Localisation inconnue                                               | Muséart                                         |
|       | Paysage        | Étude pour Le Pont de l'Europe                      | 1876      | huile sur toile   | 83 × 123 cm        | Galerie d'art Albright-Knox, Buffalo                                | Musée consulté le 11 juin 2022                  |
|       | Paysage        | Le Pont de l'Europe                                 | 1876 vers | huile sur toile   | 33 × 46 cm         | Musée des Beaux-Arts de Rennes                                      | Musée consulté le 11 juin 2022                  |
|       | Paysage        | Le Pont de l'Europe                                 | 1876      | huile sur toile   | 125 × 181 cm       | Petit Palais, Genève                                                | Fiche Atlas                                     |
|       | Paysage        | Sur le Pont de l'Europe                             | 1876-1877 | huile sur toile   | 105,7 × 130,8 cm   | Musée d'Art Kimbell, Fort Worth                                     | Musée consulté le 15 juin 2022                  |
|       | Scène de genre | Etude pour Rue de Paris, temps de pluie             | 1877      | huile sur toile   | 54 × 65 cm         | Musée Marmottan Monet, Paris                                        | Musée consulté le 10 Juin 2022                  |
|       | Scène de genre | Rue de Paris, temps de pluie                        | 1877      | huile sur toile   | 212 × 276 cm       | Art Institute of Chicago                                            | Musée consulté le 24 Juin 2022                  |
|       | Portrait       | Portrait de A. Cassabois                            | 1877      | huile sur toile   | 80 × 72 cm         | Collection privée, Vente 2018                                       | Catalogue Sotheby's consulté le 11 Juin 2022    |
|       | Scène de genre | Les Peintres en bâtiments                           | 1877      | huile sur toile   | 89 × 116 cm        | Collection particulière                                             | Fiche Atlas                                     |
|       | Portrait       | La Partie de bateau                                 | 1877-1878 | huile sur toile   | 90 × 117 cm        | Musée d'Orsay, Paris                                                | Magazine Barnebys consulté le 11 Juin 2022      |
|       | Portrait       | Périssoires sur l'Yerres                            | 1877      | huile sur toile   | 104 × 156 cm       | Milwaukee Art Museum                                                | Musée consulté le 13 Juin 2022                  |
|       | Portrait       | Portrait de Camille Daurelle dans le parc de Yerres | 1877      | pastel sur papier | 73 × 60 cm         | Musée d'Orsay, Paris                                                | Musée consulté le 11 Juin 2022                  |
|       | Portrait       | Portrait de Camille Daurelle                        | 1877      | pastel sur papier | 40 × 60 cm         | Musée d'Orsay, Paris                                                | Musée consulté le 11 Juin 2022                  |
|       | Scène de genre | Le mur du jardin potager, Yerres                    | 1877      | pastel sur papier | 43 × 59 cm         | Collection privée, Vente 2005                                       | MutualArt consulté le 10 Juin 2022              |
|       | Portrait       | Mademoiselle Boissière tricotant                    | 1877      | huile sur toile   | 65 × 80 cm         | Musée des Beaux-Arts de Houston                                     | Musée consulté le 11 Juin 2022                  |
|       | Paysage        | Le Parc Monceau                                     | 1877      | huile sur toile   | 50 × 65 cm         | Collection privée, Vente 2013                                       | Catalogue Sotheby's Consulté le 10 Juin 2022    |
|       | Paysage        | Le Nageur                                           | 1877      | pastel sur papier | 69 × 88 cm         | Musée d'Orsay, Paris                                                | Musée Consulté le 11 Juin 2022                  |
|       | Scène de genre | Les Périssoires                                     | 1877      |                   |                    | National Gallery of Art, Washington                                 | Musée consulté le 2019-01-17                    |
|       | Scène de genre | Les Périssoires                                     | 1877      | huile sur toile   | 103 × 156 cm       | Milwaukee Art Museum                                                | Musée consulté le 6 Juin 2022                   |
|       | Scène de genre | Périssoires                                         | 1878      | huile sur toile   | 155 × 108 cm       | Musée des Beaux-Arts de Rennes                                      | Musée consulté le 6 Juin 2022                   |
|       | Paysage        | Rue Halévy, vue d'un balcon                         | 1877      | huile sur toile   | 54 × 65 cm         | Musée Barberini, Potsdam                                            | Musée consulté le 10 Juin 2022                  |
|       | Paysage        | Rue Halévy, vue du sixième étage                    | 1878      | huile sur toile   | 59 × 73 cm         | Musée Barberini, Potsdam                                            | Musée consulté le 10 Juin 2022                  |
|       | Portrait       | Portrait de Paul Hugot                              | 1878      | huile sur toile   | 204 × 92 cm        | Collection privée                                                   | Artnet consulté le 13 Juin 2022                 |
|       | Paysage        | La Place Saint-Augustin, temps brumeux              | 1878      | huile sur toile   | 54 × 65 cm         | Collection privée, Vente 2012                                       | Catalogue Christie's consulté le 13 Juin 2022   |
|       | Portrait       | Portrait de Monsieur R. (Reyre)                     | 1877      | huile sur toile   | 81 × 105 cm        | Collection privée, Vente 2022                                       | Catalogue Sotheby's consulté le 11 Juin 2022    |
|       | Portrait       | Portrait de Madame X                                | 1878      | pastel            | 63 × 50 cm         | Musée Fabre, Montpellier                                            | Musée consulté le 11 Juin 2022                  |
|       | Portrait       | Portrait de Richard Gallo                           | 1878      | huile sur toile   | 80 × 65 cm         | Lausanne, Fondation de l'Hermitage, (dépôt d'une collection privée) | Musée consulté le 11 Juin 2022                  |
|       | Paysage        | Vue de toits (Effet de neige)                       | 1878      | huile sur toile   | 64 × 81 cm         | Musée d'Orsay, Paris                                                | Musée consulté le 6 Juin 2022                   |
|       | Scène de genre | Les Orangers                                        | 1878      | huile sur toile   | 155 × 117 cm       | Musée des Beaux-Arts de Houston                                     | Musée consulté le 6 Juin 2022                   |
|       | Scène de genre | Canoë sur l'Yerres                                  | 1878      | huile sur toile   | 66 × 81 cm         | Norton Simon Museum, Pasadena                                       | Musée consulté le 28 Juin 2022                  |
|       | Scène de genre | Canotier ramenant sa périssoire                     | 1878      | huile sur toile   | 74 × 93 cm         | Musée des Beaux-Arts de Virginie, Richmond                          | Musée consulté le 28 Juin 2022                  |
|       | Portrait       | Portrait d'un collégien                             | 1878-1879 | huile sur toile   | 39 × 34 cm         | Collection privée, Vente 2015                                       | Catalogue Christie's consulté le 11 Juin 2022   |
|       | Scène de genre | La Leçon de piano                                   | 1879      | huile sur toile   | 81 × 65 cm         | Musée Marmottan Monet                                               | Musée consulté le 10 Juin 2022                  |
|       | Portrait       | Portrait de Georges Roman                           | 1879      | huile sur toile   | 74 × 92 cm         | Collection privée, Vente 2008                                       | MutualArt                                       |
|       | Portrait       | Portrait de Madame Anne-Marie Hagen                 | 1879      | huile sur toile   | 71 × 55 cm         | Collection privée, Vente 2008                                       | Catalogue Stair Sainty consulté le 11 Juin 2022 |
|       | Portrait       | L'homme au Gil Blas                                 | 1880      | huile sur toile   | 27 × 55 cm         | Collection privée, Vente 2002                                       | Catalogue Christie's consulté le 13 Juin 2022   |
|       | Paysage        | Boulevard Haussmann, sous la neige                  | 1880-1881 | huile sur toile   | 81 × 65 cm         | Musée du château de Flers                                           | Musées de Normandie                             |
|       | Scène de genre | Dans un café                                        | 1880      | huile sur toile   | 155 × 155 cm       | Musée des beaux-arts de Rouen (dépôt du Musée d'Orsay)              | Notice Joconde consulté le 7 Juin 2022          |
|       | Scène de genre | Rue du Mont-Cenis, Montmartre                       | 1880      | huile sur toile   | 55 × 46 cm         | Collection privée, Vente 2009                                       | Catalogue Sotheby's consulté le 13 Juin 2022    |
|       | Portrait       | Portrait d'un homme                                 | 1880      | huile sur toile   | 81,3 × 65,6 cm     | Cleveland Museum of Art                                             | Musée consulté le 11 Juin 2022                  |
|       | Portrait       | L'Homme au balcon, boulevard Haussmann              | 1880      | huile sur toile   | 116 × 89 cm        | Collection privée, vente 2000                                       | Catalogue Christie's                            |
|       | Portrait       | L'Homme au balcon (Maurice Brault)                  | 1880 vers | huile sur toile   | 116 × 97 cm        | Collection particulière                                             | Fiche Atlas                                     |
|       | Paysage        | Vue à travers un balcon                             | 1880      | huile sur toile   | 66 × 60 cm         | Musée Van Gogh, Amsterdam                                           | Musée Consulté le 11 Juin 2022                  |
|       | Portrait       | Fillette au balcon                                  | 1880      | huile sur toile   | 41 × 33 cm         | Collection privée, Vente 2011                                       | Invaluable Consulté le 11 Juin 2022             |
|       | Portrait       | Intérieur, femme lisant                             | 1880      | huile sur toile   | 65 × 81 cm         | Collection privée                                                   | Catalogue Berthaut                              |
|       | Scène de genre | Un balcon, Boulevard Haussmann                      | 1880 vers |                   | 69 × 62 cm         | Collection privée                                                   | PubHist                                         |
|       | Paysage        | Boulevard vu d'en haut                              | 1880      | huile sur toile   | 65 × 54 cm         | Collection particulière                                             | Fiche Atlas                                     |
|       | Paysage        | Villas à Villers-sur-Mer                            | 1880      |                   | 65 × 81 cm         | Collection privée, Vente 2011                                       | MutualArt Consulté le 10 juin 2022              |
|       | Nu             | Nu au divan                                         | 1880      |                   | 132 × 196 cm       | Minneapolis Institute of Art                                        | Musée consulté le 23 juin 2022                  |
|       | Paysage        | Falaise en Normandie                                | 1880-1881 | huile sur toile   | 81 × 65 cm         | Collection privée, Vente 2019                                       | Catalogue Sotheby's Consulté le 11 juin 2022    |
|       | Scène de genre | La Partie de bésigue                                | 1880      | huile sur toile   | 125 × 165 cm       | Louvre Abou Dabi                                                    | Musée Consulté le 23 juin 2022                  |
|       | Nature morte   | Nature morte aux huîtres                            | 1881      | huile sur toile   | 38 × 55 cm         | Collection privée, Vente 2009                                       | MutualArt Consulté le 23 juin 2022              |
|       | Nature morte   | Hors d'œuvre                                        | 1881      | huile sur toile   | 24 × 54 cm         | Collection privée, Vente 2009                                       | MutualArt Consulté le 23 juin 2022              |
|       | Portrait       | Portrait d'homme (Édouard Dessommes)                | 1881      | huile sur toile   | 46 × 38 cm         | Collection privée, Vente 2018                                       | Catalogue Sotheby's consulté le 11 juin 2022    |
|       | Portrait       | Un soldat                                           | 1881      | huile sur toile   | 107 × 75 cm        | Collection privée, Vente 2002                                       | Catalogue Christie's consulté le 11 juin 2022   |
|       | Portrait       | Portrait de Richard Gallo                           | 1881      | huile sur toile   | 97 × 117 cm        | Musée d'art Nelson-Atkins, Kansas City                              | Musée consulté le 11 juin 2022                  |
|       | Paysage        | Chemin montant                                      | 1881      | huile sur toile   | 100 × 125 cm       | Musée Barberini, Potsdam                                            | Musée consulté le 8 Juin 2022                   |
|       | Paysage        | Massif de fleurs, jardin du Petit-Gennevilliers     | 1881-1882 | huile sur toile   | 54 × 65 cm         | Collection privée, Vente 2014                                       | Catalogue Sotheby's consulté le 10 Juin 2022    |
|       | Portrait       | Femme assise sur un sofa aux fleurs rouges          | 1882      | huile sur toile   | 79 × 89 cm         | Seattle Art Museum                                                  | Musée consulté le 11 Juin 2022                  |
|       | Paysage        | Arbre en fleurs                                     | 1882      | huile sur toile   | 82 × 66 cm         | Musée d'Orsay                                                       | Musée consulté le 10 juin 2022                  |
|       | Paysage        | Un Jardin à Trouville                               | 1882      | huile sur toile   | 65 × 82 cm         | Collection privée, Vente 2007                                       | Catalogue Sotheby's consulté le 10 juin 2022    |
|       | Paysage        | Jardin à Trouville                                  | 1882      | huile sur toile   | 27 × 35 cm         | Musée Wallraf Richartz, Cologne                                     | Bildindex consulté le 10 juin 2022              |
|       | Paysage        | Une Villa à Trouville                               | 1882      | huile sur toile   | 54 × 65 cm         | Collection privée, Vente 2008                                       | MutualArt consulté le 10 juin 2022              |
|       | Paysage        | Trouville, la plage et les villas                   | 1882      | huile sur toile   | 65 × 82 cm         | Nationalmuseum, Stockholm                                           | La Tribune de l'Art consulté le 13 avril 2025   |
|       | Paysage        | Roses jaunes dans un vase                           | 1882      | huile sur toile   | 53 × 46 cm         | Musée d'Art de Dallas                                               | Musée consulté le 13 juin 2022                  |
|       | Nature morte   | Deux Perdreaux                                      | 1882      | huile sur toile   | 38 × 55 cm         | Collection privée, Vente 2007                                       | Catalogue Sotheby's consulté le 13 juin 2022    |
|       | Nature morte   | Tête de veau et langue de bœuf                      | 1882 vers | huile sur toile   | 73 × 54 cm         | Art Institute of Chicago                                            | Musée consulté le 13 juin 2022                  |
|       | Nature morte   | Nature morte, Poulet et Gibier à l'étalage          | 1882 vers | huile sur toile   | 76 × 105 cm        | Cleveland Museum of Art                                             | Musée                                           |
|       | Nature morte   | L'Assiette de pêches                                | 1882 vers | huile sur toile   | 38 × 46 cm         | Musée Van Gogh, Amsterdam                                           | Musée consulté le 13 avril 2025                 |
|       | Nature morte   | Fruits à l'étalage                                  | 1881-1882 | huile sur toile   | 76 × 101 cm        | Musée des beaux-arts de Boston                                      | Musée consulté le 7 juin 2022                   |
|       | Paysage        | La Berge et le pont d'Argenteuil                    | 1882      | huile sur toile   | 60 × 73 cm         | Collection privée, Vente 2015                                       | Catalogue Sotheby's consulté le 7 juin 2022     |
|       | Paysage        | La Seine à Argenteuil                               | 1882      | huile sur toile   | 60 × 74 cm         | Collection privée, Vente 2010                                       | Catalogue Christie's consulté le 8 juin 2022    |
|       | Paysage        | La Chaumière, Trouville                             | 1882      | huile sur toile   | 54 × 65 cm         | Collection privée                                                   | Artnet consulté le 10 juin 2022                 |
|       | Paysage        | Villa à Trouville                                   | 1882      | huile sur toile   | 65 × 82 cm         | Fuji Art Museum, Tokyo                                              | Musée consulté le 13 juin 2022                  |
|       | Paysage        | Allée sous-bois en Normandie                        | 1882      | huile sur toile   | 80 × 60 cm         | Collection privée                                                   | Artnet consulté le 11 juin 2022                 |
|       | Paysage        | Avenue de la Villa des Fleurs à Trouville           | 1883      | huile sur toile   | 60 × 73 cm         | Musée Barberini, Potsdam                                            | Musée consulté le 10 juin 2022                  |
|       | Paysage        | Voiliers au mouillage sur la Seine à Argenteuil     | 1883      | huile sur toile   | 54 × 65 cm         | Musée d'Art de Denver                                               | Musée consulté le 8 juin 2022                   |
|       | Paysage        | Voiliers au mouillage sur la Seine, à Argenteuil    | 1883      | huile sur toile   | 60 × 73 cm         | McMaster Museum of Art, Hamilton                                    | Musée consulté le 8 juin 2022                   |
|       | Paysage        | Promenade d'Argenteuil                              | 1883      | huile sur toile   | 65 × 74 cm         | Collection privée, Vente 2008                                       | Catalogue Sotheby's consulté le 10 juin 2022    |
|       | Paysage        | La Promenade à Argenteuil                           | 1883      | huile sur toile   | 65 × 82 cm         | Collection particulière                                             | Fiche Atlas                                     |
|       | Portrait       | Henri Cordier                                       | 1883      | huile sur toile   | 65 × 81 cm         | Musée d'Orsay, Paris                                                | Musée consulté le 7 Juin 2022                   |
|       | Nature morte   | Bouquet de roses dans un vase de cristal            | 1883      | huile sur toile   | 61 × 50 cm         | Collection privée, Vente 2016                                       | Catalogue Sotheby's consulté le 11 Juin 2022    |
|       | Nature morte   | Roses dans un vase                                  | 1883      | huile sur toile   | 46 × 38 cm         | Collection privée, Vente 2014                                       | Catalogue Sotheby's consulté le 13 Juin 2022    |
|       | Nature morte   | Lilas et pivoines dans deux vases                   | 1883      | huile sur toile   | 92 × 73 cm         | Musée Barberini, Potsdam                                            | Musée Consulté le 10 Juin 2022                  |
|       | Nature morte   | Nature morte au vase de lilas                       | 1883      | huile sur toile   | 74 × 60 cm         | Collection privée, Vente 2006                                       | MutualArt consulté le 13 Juin 2022              |
|       | Paysage        | Le Pont d'Argenteuil et la Seine                    | 1883      | huile sur toile   | 65 × 82 cm         | Musée Barberini, Potsdam                                            | Musée                                           |
|       | Nu             | Homme au bain                                       | 1884      | huile sur toile   | 145 × 114 cm       | Musée des Beaux-Arts de Boston                                      | Musée consulté le 7 juin 2022                   |
|       | Portrait       | La Femme à la rose                                  | 1884      | huile sur toile   | 73 × 60 cm         | Collection privée, Vente 2012                                       | Mutualart consulté le 11 juin 2022              |
|       | Nu             | Homme s'essuyant la jambe                           | 1884      | huile sur toile   | 100 × 125 cm       | Collection particulière                                             | Artnet                                          |
|       | Portrait       | Richard Gallo et son chien au Petit Gennevilliers   | 1884      | huile sur toile   | 89 × 116 cm        | Collection privée, Vente 2019                                       | Catalogue Sotheby's consulté le 11 juin 2022    |
|       | Paysage        | Villas à Trouville                                  | 1884      | huile sur toile   | 66 × 81,3 cm       | Cleveland Museum of Art                                             | Musée                                           |
|       | Paysage        | Le Petit bras de la Seine à Argenteuil              | 1884      | huile sur toile   | 92 × 75 cm         | The Phillips Collection, Washington D.C.                            | Musée                                           |
|       | Paysage        | La Plaine de Gennevilliers, Champs jaunes           | 1884      | huile sur panneau | 54 × 65 cm         | Cologne, Musée Wallraf Richartz                                     | Bildindex                                       |
|       | Paysage        | La Plaine de Gennevilliers, Champs jaunes           | 1884      | huile sur panneau | 66 × 82 cm         | National Gallery of Victoria, Melbourne                             | Musée                                           |
|       | Paysage        | Le Rosier fleuri                                    | 1884-1885 | huile sur toile   | 53 × 37 cm encadré | Collection privée, Vente 2021                                       | Catalogue Dorotheum Consulté le 10 Juin 2022    |
|       | Portrait       | Portrait de Jean Daurelle                           | 1885 vers | huile sur toile   | 65 × 54 cm         | Musée d'Orsay, Paris                                                | Musée Consulté le 11 Juin 2022                  |
|       | Paysage        | Le Pont d'Argenteuil et la Seine                    | 1885      | huile sur toile   | 0,65 × 0,82 cm     | Boston, collection privée                                           |                                                 |
|       | Paysage        | Massif de fleurs, jardin du Petit Gennevilliers     | 1884      | huile sur toile   | 61 × 46 cm         | Collection privée                                                   | Artnet Consulté le 10 Juin 2022                 |
|       | Paysage        | Verger, arbres en fleurs, Petit Gennevilliers       | 1885      | huile sur toile   | 54 × 65 cm         | Collection privée                                                   | Artnet Consulté le 10 Juin 2022                 |
|       | Paysage        | Les Soleils, jardin du petit Gennevilliers          | 1885 vers | huile sur toile   | 131 × 105 cm       | Musée d'Orsay                                                       | Musée Consulté le 18 décembre 2022              |
|       | Paysage        | Pommier en fleurs                                   | 1885 vers | huile sur toile   | 73 × 60 cm         | Brooklyn Museum, New York                                           | Musée Consulté le 8 Juin 2022                   |
|       | Paysage        | Tournesols au bord de la Seine                      | 1885-1886 | huile sur toile   | 90 × 71 cm         | Musée des Beaux-Arts de San Francisco                               | Google Arts                                     |
|       | Paysage        | La Seine et le pont du chemin de fer d'Argenteuil   | 1885-1887 | huile sur toile   | 116 × 155 cm       | Brooklyn Museum, New York                                           | Musée                                           |
|       | Paysage        | Parc sous la neige                                  | 1886      | huile sur toile   | 47 × 65 cm         | Collection particulière                                             | Fiche Atlas                                     |
|       | Paysage        | Paris sous la neige La Cité industrielle en hiver   | 1886      | huile sur toile   | 47 × 65 cm         | Petit Palais, Genève                                                | Fiche Atlas                                     |
|       | Paysage        | Le Petit bras de la Seine, Argenteuil               | 1886-1887 | huile sur toile   | 81 × 65 cm         | Collection privée, Vente 2014                                       | Catalogue Sotheby's                             |
|       | Paysage        | Bateau au mouillage sur la Seine, à Argenteuil      | 1886-1891 | huile sur toile   | 65 × 54 cm         | Musée d'art Nelson-Atkins, Kansas City                              | Musée Consulté le 28 Juin 2022                  |
|       | Paysage        | Le Petit bras de la Seine en automne                | 1887 vers | huile sur toile   | 65,5 × 54 cm       | Fondation Bemberg, Toulouse                                         | RMN                                             |
|       | Portrait       | Portrait de Jean Daurelle en pied                   | 1887      | huile sur toile   | 76 × 47 cm         | Musée d'Orsay, Paris                                                | Musée                                           |
|       | Nature morte   | Roses jaunes et rouges dans un vase de cristal      | 1887      | huile sur toile   | 46 × 38 cm         | Collection privée, Vente 2018                                       | Catalogue Sotheby's Consulté le 13 Juin 2022    |
|       | Nature morte   | Vase de glaïeuls                                    | 1887-1888 | huile sur toile   | 81 × 65 cm         | Collection privée, Vente 2013                                       | Catalogue Christie's Consulté le 13 Juin 2022   |

## Au Petit-Gennevilliers
| Image | Thème          | Titre                                                                      | Date      | Technique       | Dimensions                 | Lieu de Conservation                                                    | Référence                                                                                   |
| ----- | -------------- | -------------------------------------------------------------------------- | --------- | --------------- | -------------------------- | ----------------------------------------------------------------------- | ------------------------------------------------------------------------------------------- |
|       | Scène de genre | Trois pêcheurs en barque                                                   | 1888      | huile sur toile | 24,5 × 32,1 cm             | Collection particulière                                                 | Atheneum consulté le 5 juin 2017                                                            |
|       | Paysage        | La Seine à la Pointe d'Epinay                                              | 1888      | huile sur toile | 65 × 81 cm                 | Collection privée, Vente 2011                                           | Catalogue Sotheby's consulté le 8 juin 2022                                                 |
|       | Paysage        | Rive de la Seine au Petit-Gennevilliers                                    | 1888 vers | huile sur toile | 60 × 73 cm                 | Collection privée, Vente 2019                                           | Catalogue Christie's consulté le 8 juin 2022                                                |
|       | Paysage        | Voiliers à Argenteuil                                                      | 1888 vers | huile sur toile | 65 × 55,5 cm               | Musée d'Orsay, Paris                                                    | Musée consulté le 7 Juin 2022                                                               |
|       | Portrait       | Portrait de femme assise, lisant                                           | 1888      | huile sur toile | 93 × 72 cm                 | Collection privée                                                       | Catalogue d'exposition 2019                                                                 |
|       | Portrait       | Portrait d'Eugène Lamy                                                     | 1888      | huile sur toile | 65,5 × 54 cm               | [Collection privée, Vente 2014                                          | Catalogue Christie's consulté le 11 juin 2022                                               |
|       | Paysage        | La Plaine de Gennevilliers vue des coteaux d'Argenteuil                    | 1888      | huile sur toile | 65 × 81 cm                 | Collection privée                                                       | Fiche Atlas                                                                                 |
|       | Paysage        | Paysage d'Argenteuil                                                       | 1889      | huile sur toile | 60 × 73 cm                 | Musée d'Art et d'Histoire Baron-Gérard, Bayeux (dépôt du Musée d'Orsay) | Musée Consulté le 18 décembre 2022.                                                         |
|       | Paysage        | Peupliers sur la digue d'Argenteuil                                        | 1888-1889 | huile sur toile | 82 × 65 cm                 | Collection privée                                                       | Fiche Atlas                                                                                 |
|       | Portrait       | Portrait d'Eugène Lamy                                                     | 1889      | huile sur toile | 82 × 66 cm                 | [Collecton privée, Vente 2007                                           | Mutualart consulté le 11 juin 2022                                                          |
|       | Paysage        | Petit bras de la Seine, effet d'automne                                    | 1890      | huile sur toile | 65 × 54 cm                 | Collection privée, Vente 2013                                           | MutualArt consulté le 8 Juin 2022                                                           |
|       | Paysage        | Le Petit bras de la Seine à Argenteuil                                     | 1890 vers | huile sur toile | 81 × 62 cm                 | Collection privée, Vente 2021                                           | Catalogue Christie's consulté le 8 Juin 2022                                                |
|       | Paysage        | Bateaux à l'ancre sur la Seine                                             | 1890 vers | huile sur toile | 65 × 55 cm                 | Collection particulière                                                 | Fiche Atlas                                                                                 |
|       | Paysage        | Bord de Seine à Argenteuil                                                 | 1890-1891 | huile sur toile | 81 × 65 cm                 | Collection privée, Vente 2013                                           | Catalogue Christie's consulté le 8 Juin 2022                                                |
|       | Paysage        | La Seine et la pointe de l'Ile Marande                                     | 1890-1891 | huile sur toile | 60 × 73 cm                 | Collection privée, Vente 2004                                           | Catalogue Christie's consulté le 8 Juin 2022                                                |
|       | Paysage        | Le Jardin du Petit Gennevilliers, les toits roses                          | 1890-1891 | huile sur toile | 73 × 60 cm                 | Collection privée, Vente 2017                                           | Catalogue Sotheby's consulté le 10 Juin 2022                                                |
|       | Paysage        | Massif de jacinthes, jardin du Petit Gennevilliers, les toits roses        | 1890-1891 | huile sur toile | 63 × 73 cm                 | Collection privée, Vente 2019                                           | AuctionFr consulté le 10 Juin 2022                                                          |
|       | Paysage        | Allée bordée d'arbres                                                      | 1890-1894 | huile sur toile | 60 × 81 cm                 | Collection privée, Vente 2015                                           | MutualArt consulté le 10 Juin 2022                                                          |
|       | Paysage        | Port de plaisance sur la Seine                                             | 1891 vers | huile sur toile | 38 × 46 cm                 | Kunsthalle de Brême                                                     | Musée consulté le 13 Juin 2022                                                              |
|       | Paysage        | Bords de Seine                                                             | 1891      | huile sur toile | 46 × 61 cm                 | Musée Wallraf Richartz, Cologne                                         | Bildindex consulté le 13 Juin 2022                                                          |
|       | Paysage        | Linge séchant au bort de la Seine, Petit Gennevilliers                     | 1892      | huile sur toile | 105 × 150 cm               | Musée Wallraf Richartz, Cologne                                         | Bildindex consulté le 10 Juin 2022                                                          |
|       | Portrait       | Portrait de l'artiste                                                      | 1892      | huile sur toile | 40 × 32 cm                 | Musée d'Orsay, Paris                                                    | Musée consulté le 11 Juin 2022                                                              |
|       | Paysage        | Capucines                                                                  | 1892      |                 | 65 × 54 cm                 | Collection particulière                                                 | Expo Caillebotte jardinier                                                                  |
|       | Paysage        | Etude pour Les Dahlias, Jardin du Petit Gennevilliers                      |           |                 | 65 × 54 cm                 | Collection privée, Vente 2009                                           | Catalogue Sotheby's Consulté le 10 Juin 2022                                                |
|       | Paysage        | Dahlias cactus rouges                                                      | 1892      |                 | 40 × 32 cm                 | Collection particulière                                                 | Expo Caillebotte jardinier                                                                  |
|       | Paysage        | Iris bleus, jardin du Petit Gennevilliers                                  | 1892      | huile sur toile | 55,2 × 46,3 cm             | Toronto, Art Gallery of Ontario                                         | Musée consulté le 10 Juin 2022                                                              |
|       | Paysage        | Bateaux au mouillage sur la Seine à Argenteuil                             | 1892      | huile sur toile | 60 × 74 cm                 | Collection privée, vente 2015                                           | Catalogue Sotheby's                                                                         |
|       | Paysage        | La Seine à Argenteuil                                                      | 1892 vers | huile sur toile | 54 × 65 cm                 | Clark Art Institute, Williamstown                                       | -                                                                                           |
|       | Paysage        | Parterre de marguerites (décor composé de 7 toiles et 17 fragments réunis) | vers 1893 | huile sur toile | 2 panneaux de 205 × 116 cm | Musée des Impressionnismes Giverny                                      | Parterre de marguerites de Gustave Caillebotte, Notice du musée Consulté le 24 février 2023 |
|       | Paysage        | Chrysanthèmes blancs et jaunes. Jardin du Petit Gennevilliers              | 1893      | huile sur toile | 73 × 62 cm                 | Musée Marmottan Monet                                                   | Musée Consulté le 10 juin 2022                                                              |
|       | Nature morte   | Chrysanthèmes dans un vase                                                 | 1893      | huile sur toile | 65 × 54 cm                 | Collection privée, Vente 2077                                           | MutualArt Consulté le 13 juin 2022                                                          |
|       | Paysage        | L'Entrée du jardin, Petit-Gennevilliers                                    | 1893      | huile sur toile | 70,8 × 90,5 cm             | Musée Léon-Dierx, Saint-Denis                                           | Musée Léon-Dierx Consulté le 14 septembre 2023                                              |
|       | Nature morte   | Quatre vases de chrysanthèmes                                              | 1893      | huile sur toile | 53 × 65 cm                 | Collection privée                                                       | Artnet Consulté le 13 juin 2022                                                             |
|       | Paysage        | Voiliers sur la Seine à Argenteuil                                         | 1893      | huile sur toile | 75 × 43 cm                 | Collection privée, vente 2003                                           | Catalogue Christie's                                                                        |
|       | Nature morte   | Chrysanthèmes dans un vase                                                 | 1893      |                 | 54 × 38 cm                 | Collection particulière                                                 | Expo Caillebotte jardinier                                                                  |
|       | Nature morte   | Quatre vases de chrysanthèmes                                              | 1893      |                 | 53,5 × 65,2 cm             | Collection particulière                                                 | Expo Caillebotte jardinier                                                                  |
|       | Paysage        | Orchidées jaunes                                                           | 1893      |                 | 65 × 54 cm                 | Collection particulière                                                 | Expo Caillebotte jardinier                                                                  |
|       | Paysage        | Chrysanthèmes dans le jardin du Petit Gennevilliers                        | 1893      | huile sur toile | 99,4 × 61,6 cm             | Metropolitan Museum of Art, New York                                    | Musée Consulté le 13 juin 2022                                                              |
|       | Paysage        | Orchidées suspendues dans la serre du Petit Gennevilliers                  | 1893      |                 | 65,3 × 54 cm               | Collection particulière                                                 | Expo Caillebotte jardinier                                                                  |
|       | Paysage        | Orchidées dans la serre du Petit Gennevilliers                             | 1893      |                 | 65 × 54 cm                 | Collection particulière                                                 | Expo Caillebotte jardinier                                                                  |
|       | Paysage        | Régates à Argenteuil                                                       | 1893      |                 |                            | Collection particulière                                                 |                                                                                             |
|       | Paysage        | Arbres en fleurs, petit Gennevilliers                                      |           | Huile sur toile | 54 × 65 cm                 | Collection privée, Vente 2004                                           | Invaluable                                                                                  |

## Œuvres à documenter
| Image | Thème          | Titre                                                                         | Date       | Technique       | Dimensions       | Lieu de Conservation                                                   | Référence         |
| ----- | -------------- | ----------------------------------------------------------------------------- | ---------- | --------------- | ---------------- | ---------------------------------------------------------------------- | ----------------- |
|       | Intérieur      | Intérieur d'atelier au poêle                                                  | 1872       | Huile sur toile | 80 × 65 cm       | Collection privée                                                      | [réf. nécessaire] |
|       | Intérieur      | Le Billard inachevé                                                           | 1875       | huile sur toile | 61 × 80 cm       | Collection particulière                                                | [réf. nécessaire] |
|       | Scène de genre | Canotiers                                                                     | 1877       |                 |                  | Collection privée, France                                              | [réf. nécessaire] |
|       | Scène de genre | Peintres en bâtiment                                                          | 1877       |                 |                  | Collection privée                                                      | [réf. nécessaire] |
|       | Scène de genre | La Gare Saint-Lazare                                                          | 1877       |                 |                  | Collection privée                                                      | [réf. nécessaire] |
|       | Scène de genre | Baigneur s'apprêtant à plonger                                                | 1878 vers  |                 | 157 × 117 cm     | Collection privée                                                      | [réf. nécessaire] |
|       | Scène de genre | Pêcheur au bord de l'Yerres                                                   | 1878       |                 |                  | Collection privée                                                      | [réf. nécessaire] |
|       | Scène de genre | Canotiers ramant sur l'Yerres                                                 | 1879       |                 |                  | Collection privée                                                      | [réf. nécessaire] |
|       | Portrait       | Portrait d'inconnu ou Homme au chapeau haut-de-forme assis près de la fenêtre | 1880       |                 | 100 × 81 cm      | Musée national des Beaux-Arts d'Alger                                  | [réf. nécessaire] |
|       | Scène de genre | Intérieur                                                                     | 1880       |                 |                  | Collection privée                                                      | [réf. nécessaire] |
|       | Portrait       | Autoportrait au chevalet                                                      | 1880       | huile sur toile | 90 × 115 cm      | Collection privée                                                      | [réf. nécessaire] |
|       | Scène de genre | Un balcon à Paris                                                             | 1880-1881  |                 | 55,2 × 39 cm     | Collection privée                                                      | [réf. nécessaire] |
|       | paysage        | Le Jardin potager, Petit Gennevilliers                                        | 1882       | huile sur toile | 66 × 81 cm       | Collection privée                                                      | [réf. nécessaire] |
|       | Paysage        | Jardin à Trouville                                                            | 1882       | huile sur toile | 27 × 35 cm       | Musée Wallraf Richartz, Cologne                                        | [réf. nécessaire] |
|       | Nature morte   | Nature morte au homard                                                        | 1883       |                 |                  | Collection Marlene et Spencer Hays                                     | [réf. nécessaire] |
|       | Scène de genre | Le Père Magloire sur la route entre Saint-Clair et Étretat ou Monet à Étretat | 1884       | huile           |                  | Petit Palais, Genève                                                   | [réf. nécessaire] |
|       | Scène de genre | Homme portant une blouse                                                      | 1884       |                 |                  | Collection privée                                                      | [réf. nécessaire] |
|       | Paysage        | Roses, jardin du Petit Gennevilliers                                          | 1886       | huile sur toile |                  | Collection privée                                                      | [réf. nécessaire] |
|       | Paysage        | Le Jardin du Petit Gennevilliers en hiver                                     | 1894       | huile sur toile |                  | Collection privée                                                      | [réf. nécessaire] |
|       | Paysage        | Bord de Seine au Petit-Gennevilliers                                          | avant 1894 | huile sur toile | 43,50 × 51,30 cm | Musée Camille-Pissarro de Pontoise (dépôt du Musée d'Argenteuil)       | Notice POP        |
|       | Paysage        | La berge du Petit-Gennevilliers et la Seine                                   | avant 1894 | huile sur toile | 43,40 × 51,40 cm | Musée d'Art et d'Histoire de Saint-Denis (dépôt du Musée d'Argenteuil) | Notice POP        |
|       | Nature morte   | Nature morte aux pommes                                                       |            |                 |                  | Localisation inconnue                                                  | [réf. nécessaire] |